# 大雄寺 (三郷市)
大雄寺（だいおうじ）は、埼玉県三郷市にある日蓮宗の寺院。

## 歴史
1592年（文禄元年）、教学院日利によって開山された。下総国葛飾郡真間村（現・千葉県市川市真間）の弘法寺の末寺であり、「松戸大雄寺」と呼ばれていた。その後の江戸川の治水工事に伴い、何回も移転し、1959年（昭和34年）に現在地に移転した。
境内には、「鳰鳥（にほどり）の 葛飾早稲を 饗（にへ）すとも その愛しきを 外に立てめやも」の歌碑がある。これは万葉集の東歌（上代東国方言で詠まれた和歌）であり、この歌が詠まれたとされる地であることから建てられている。

## 交通アクセス
- 路線バス高州四丁目停留所より徒歩6分。